# Làng Liên Xương
Làng Liên Xương (hay còn gọi là Làng Thương Bi, Làng Bi) là một ngôi làng cổ của tổng Phi Mô, huyện Bảo Lộc, phủ Lạng Giang, tỉnh Bắc Giang, Việt Nam. Nay thuộc xã Xương Lâm, huyện Lạng Giang, tỉnh Bắc Giang, Việt Nam.

## Lịch sử
Ngày trước, Liên Xương thuộc tổng Phi Mô, huyện Bảo Lộc, phủ Lạng Giang, tỉnh Bắc Giang. 
Làng Liên Xương gồm có 8 xóm: xóm Húng, xóm Cao, xóm Nghè, xóm Vàng, xóm Mến, xóm Mạ, xóm Cầu, xóm Làng chia thành 3 giáp Chùa, Sen và Đông. Giáp Chùa gồm: xóm Húng, xóm Cao. Giáp Sen gồm: xóm Nghè, xóm Vàng, xóm Mạ. Giáp Đông có xóm Cầu, xóm Làng, xóm Mến. Cư dân ở đây có ba họ lớn là họ Nguyễn, họ Dương, họ Bùi. Hầu hết đều làm ruộng trồng lúa nước và hoa màu. Làng xóm nằm rải rác trong các khu gò đồi, đồng ruộng, cảnh quan không rộng nhưng đẹp đẽ, hữu tình.

## Di tích – văn hoá
Làng có quần thể di tích mang tín ngưỡng thợ tự giống như các làng cổ khác ở Bắc Bộ bao gồm nghè,đình và chùa. Hội làng tổ chức trọng thể hàng năm từ ngày 6-8 tháng Giêng âm lịch tại đình làng. Hội có các trò vui dân gian như: tung cầu, hứng cầu, kéo chữ, cờ người....
Chùa của làng Liên Xương nằm trên ngọn đồi đối diện với nghè, có quy mô to lớn. Chùa cũ đã đổ nát, ngôi chùa hiện nay do dân làng mới cho tu tạo lại.
Đình làng Liên Xương nằm ở phía ngoài đồi nghè, là nơi cửa ngõ ra vào chùa và nghè. Đình Liên Xương là nơi thờ ba vị thành hoàng là Cao Sơn, Quý Minh, và Minh Giang đô thống. Xưa đình Liên Xương có ba gian hai Chái, mái cong, khá to lớn. Ngôi đình đó đã tàn phá, chỉ còn một tấm bia đá bốn mặt của thế kỷ XVIII lưu lại. Ngôi đình ngày nay được dựng lại với quy mô nhỏ hơn.
Nghè làng Liên Xương được xây dựng cạnh một hồ nước lớn, ở giữa làng. Xung quanh nghè có xóm làng bao bọc, có đường đi thuận lợi. Nghè thờ thành hoàng là các vị Cao Sơn, Quý Minh, Minh Giang và Đô Thống. Nghè Liên Xương có bố cục kiểu chữ 二 Nhị, gồm hai toà nhà là Tiền đường và Hậu cung. Toà Tiền đường gồm ba gian hai chái, kết cấu các vì theo kiểu kẻ truyền giá chiêng, không chạm khắc. Toà Hậu cung có một gian hai chái làm theo lối kẻ tràng. Mái lợp ngói mũi, có đắp bờ dải hoa chanh. Các toà đều có đao cong thanh thoát. Trong nghè có nhiều đồ thờ tự, nghi trượng và có đủ ba bộ kiệu bát cống của ba giáp. Trang trí kiệu của ba giáp có khác nhau. Bộ kiệu của giáp Đông là kiệu thời Lê, có yếm chạm hổ phù, các đòn đều có rồng và được sơn son thiếp vàng. Bộ kiệu giáp Chùa cũng là kiệu thời Lê, sơn thếp rực rỡ có chạm hổ phù, và đầu rồng. Kiệu của giáp Sen không có yếm phù mà chạm hình chim phượng, đầu rồng. Ngoài ba bộ kiệu của ba giáp còn có một bộ kiệu song hành và ba cỗ hậu bành cùng ba ngai.